# محمد شاكر (سفير)
محمد إبراهيم شاكر ( ولد في القاهرة عام 1933 - وتوفي 29 مارس 2018) هو دبلوماسي مصري رأس البعثة الدبلوماسية المصرية في كثير من الدول والهيئات العالمية.

## الدراسة
- حصل علي ليسانس الحقوق من جامعة القاهرة عام 1955.
- أكمل دراسته حتي حصل علي درجة الدكتوراه في العلوم السياسية من المعهد العالي للدراسات الدولية والتنمية بـجامعة جنيف عام 1975.

## حياته المهنية
- منذ عام 1976 وحتى عام 1980 شغل منصب نائب رئيس البعثة بدرجة وزير مفوض وذلك بسفارة جمهورية مصر العربية في واشنطن.
- وفي عام 1980 أصبح سفيرا مسئولا عن التعاون النووى الدولى والحد من التسلح ونزع السلاح في مكتب نائب رئيس الوزراء ووزير الخارجية في جمهورية مصر العربية.
- وفي 22 أغسطس من عام 1982، أصبح سفيرا ممثلا للمدير العام للوكالة الدولية للطاقة الذرية لدى الأمم المتحدة في نيويورك وبقى في هذا المنصب حتى شهر ديسمبر من عام 1983.
- شغل منصب نائب مندوب مصر لدى مجلس الأمن في الأمم المتحدة بنيويورك من 1984 إلى 1985.
- ثم تم تعيينه بعدها سفير مصر بالنمسا.
- ممثل مصر في مجلس محافظي الوكالة الدولية للطاقة النووية بفيينا منذ عام 1986 إلى 1988.
- شغل منصب سفير مصر لدى المملكة المتحدة منذ شهر سبتمبر عام 1988 وحتى سبتمبر 1997.
- ومنذ شهر يوليو 1997 شغل منصب عميد السلك الدبلوماسي المعتمد لدى بلاط سانت جيمس وقبل تقلد منصبه في لندن.
- شغل منصب ممثل المدير العام لـ الوكالة الدولية للطاقة الذرية لدى الأمم المتحدة في نيويورك، وبقى في المنصب حتى شهر ديسمبر من عام 1983،
- وكان عضوا بالمجلس الاستشارى لسكرتير عام الأمم المتحدة لشؤون نزع السلاح في الفترة من يناير 1993 وحتى ديسمبر 1998،
- كما تولى رئاسة المجلس عام 1995، وعضوا بلجنة خبراء لإجراء دراسة عن تدريس نزع السلاح ومنع انتشار أسلحة الدمار الشامل في مراحل التعليم المختلفة (2001- 2002).
- بالإضافة إلى ان تولى منصب رئيس مجلس أمناء المركز القومي لدراسات الشرق الاوسط بالقاهرة، وكان عضواً بـالجمعية المصرية للقانون الدولي.وقد تم انتخاب السفير شاكر كرئيس لمجلس امناء مؤسسة ساويرس للتنمية الاجتماعية في عام 2001. وفي بداية عام 2008، تم انتخابه كرئيس مجلس امناء مؤسسة مجدى يعقوب لأبحاث القلب.

## وفاته
توفي يوم الخميس 29 مارس 2018 وشيعت جنازته من مسجد السيدة نفيسة.

## من مؤلفاته
كتاباته في منع انتشار الأسلحة النووية أصبحت مراجع في كبرى جامعات العالم.
- 3 مجلدات/موسوعات تحت عنوان معاهدة عدم الانتشار النووى بين الأصل والتطبيق بين 1959-1979 (تم إصدارها عام1980).
- مجلد أخر بعنوان النظام الدولى الناشئ عن عدم الانتشار النووي (الصادر عام 2007).